# Jruek Balee
Jruek Balee is een bestuurslaag in het regentschap Aceh Besar van de provincie Atjeh, Indonesië. Jruek Balee telt 746 inwoners (volkstelling 2010).